# Le Rouge et le Noir (film, 1954)
Pour les articles homonymes, voir Le Rouge et le Noir (homonymie).
Pour plus de détails, voir Fiche technique et Distribution.
Le Rouge et le Noir est un film dramatique franco-italien en deux époques, réalisé par Claude Autant-Lara, sorti en 1954.

## Synopsis
Julien Sorel, fils de charpentier, séminariste, est accusé de tentative de meurtre sur Louise de  Rênal. Avant que les jurés se retirent, il revendique sa condamnation à mort, disant toutefois que la véritable raison de cette condamnation n'est pas ce crime, mais le fait qu'il ait voulu franchir la barrière de classe. Durant l'attente du verdict, il revoit son histoire.
Flashback
Julien est placé par l'abbé Chélan comme précepteur chez M. et Mme de Rênal. Louise et Julien tombent immédiatement sous le charme l'un de l'autre et nouent une liaison.
Elisa, la femme de chambre de Mme de Rênal, elle-même amoureuse de Julien, qui lui résiste en affirmant qu'il veut être prêtre, ayant surpris leur intrigue, envoie par jalousie une lettre anonyme les dénonçant à M. de Rênal. Pour mettre fin au scandale naissant, Louise, déchirée entre la morale chrétienne et son amour, s'entend avec Julien pour qu'il quitte sa fonction.
Le directeur du séminaire, muté à Paris, emmène Julien et lui trouve un emploi de secrétaire chez le marquis de la Mole, dont la fille, Mathilde, tombe à son tour follement amoureuse de lui. Lorsque le marquis apprend la relation de Mathilde et de Julien, il est furieux, mais finit par opter pour leur mariage plutôt que pour le déshonneur.
Il écrit toutefois à Mme de Rênal pour s'enquérir de la moralité de son futur gendre. Or celle-ci est contrainte d'écrire une lettre accusatrice sous la dictée de son confesseur. Le projet de mariage est abandonné, et Julien, qui se sent trahi par son ancienne maîtresse, tire sur elle deux coups de pistolet en plein office religieux.
Fin du flashback
Julien est condamné à mort. Mme de Rênal obtient de le voir en prison pour qu'il fasse amende honorable et qu'il demande sa grâce, ce qu'il refuse. Mais à peine se voient-ils qu'ils retombent dans les bras l'un de l'autre.
Julien guillotiné, Louise meurt de chagrin trois jours plus tard.

## Fiche technique
- Titre : Le Rouge et le Noir
- Réalisation : Claude Autant-Lara
- Scénario : Jean Aurenche, Pierre Bost et Claude Autant-Lara dans une adaptation du roman de Stendhal, Le Rouge et le Noir
- Dialogues : Jean Aurenche et Pierre Bost
- Décors : Max Douy
- Costumes : Rosine Delamare, Jacques Heim, Paulette Coquatrix
- Photographie : Michel Kelber
- Cadreur : Vladimir Ivanov[1]
- Son : Antoine Petitjean
- Montage : Madeleine Gug
- Musique : René Cloërec
- Production : Henry Deutschmeister et Gianni Hecht Lucari (en)
- Sociétés de production : Documento Films (Italie) et Franco-London Films (France)
- Pays d'origine :  France,  Italie
- Langue originale : français
- Format : Couleur (Eastmancolor) - 35 mm - 1,37:1 - Mono
- Genre : drame
- Durée : 186 minutes
- Dates de sortie : France : 29 octobre 1954 ; Italie : 29 décembre 1954
- Affiche : Clément Hurel (France)

## Distribution
- Gérard Philipe : Julien Sorel
- Danielle Darrieux : Mme de Rênal
- Jean Martinelli : Monsieur de Rênal
- Antonella Lualdi : Mathilde de La Mole
- Jean Mercure : le marquis de La Mole
- Suzanne Nivette : la marquise de La Mole
- Mirko Ellis : le comte Norbert de La Mole
- Anna Maria Sandri : Elisa
- Jacques Varennes : le président du tribunal
- Alexandre Rignault : le père de Julien Sorel
- André Brunot : l'abbé Chélan
- Antoine Balpêtré : l'abbé Pirard
- Georges Descrières : le marquis de Croisenois
- Robert Berri : le cocher du marquis de Croisenois
- Gérard Séty : l'officier
- Pierre Jourdan : le comte Altamira
- Georges Wilson : Monsieur Binet
- Claude Sylvain : Amanda Binet
- Jean Sylvain : un serviteur
- Albert Michel : le sonneur
- Jean-Marie Amato : le bottier
- Raphaël Patorni : un monsieur dans la foule
- Jean-Pierre Grenier
- Hubert Noël
- Georgina

## Accueil

### Critiques
- Ce film, perçu comme représentant d'un certain académisme à la française, suscita de violentes critiques de la part des membres de la Nouvelle Vague.

## Récompense
- 1955 : Grand Prix de l'Académie du Cinéma